# شارونویل (اوهایو)
شارونویل(به انگلیسی: Sharonville) شهری در ایالت اوهایو کشور ایالات متحده آمریکا است که جمعیت آن در سرشماری سال ۲۰۱۰ میلادی، ۱۳٬۵۶۰ نفر بوده‌است.